# Jaime Siaj
Jaime Mohamad Fathi Ashor Siaj Romero más conocido como Jaime Siaj (Madrid, España, 25 de mayo de 1999) es un futbolista hispano-jordano que juega en la posición de delantero. Actualmente juega en el Al-Faisaly SC de la Liga Premier de Jordania. Es internacional con la Selección de fútbol de Jordania.

## Trayectoria
Siaj se formó en las categorías inferiores del ED Mortalaz y Real Madrid CF.
En 2014, se marchó a Estados Unidos para ingresar en la Universidad Pfeiffer (Misenheimer, Carolina del Norte), donde empezó a compaginar estudios de psicología y fútbol universitario. Siaj en tres temporadas jugó 69 partidos, aportando 47 goles y 28 asistencias.
En 2016, jugaría con los Charlotte Eagles de la USL League Two.
El 17 de enero de 2017, Siaj fue seleccionado en la tercera ronda (45ª posición) en el SuperDraft de la MLS de 2017 por Colorado Rapids. El 12 de abril de 2017, Siaj firmó por el Charlotte Independence de la USL Championship norteamericana.
El 6 de febrero de 2018, Siaj firmó con Oklahoma City Energy FC de la USL Championship norteamericana.
El 4 de febrero de 2019, firma por el Tampa Bay Rowdies de la USL Championship norteamericana.
En enero de 2020, Siaj regresa a España y firma por el Dux Internacional de Madrid de la Segunda División B de España.
En agosto de 2020, firma por el Khaitan SC de la División Uno de Kuwait.
El 18 de septiembre de 2021, firma por el FC Messina de la Serie D.
El 29 de diciembre de 2021, firma por el Al Ansar Sporting Club de la Primera División de Líbano.
El 5 de septiembre de 2022, firma por el Finn Harps Football Club de la Premier Division de la Liga de Irlanda.
El 26 de enero de 2023, firma por el Valour Football Club de la Canadian Premier League.
El 1 de febrero de 2024, firma por el Khaitan SC de la División Uno de Kuwait.

## Internacional
El 20 de mayo de 2018, debutó con la Selección de fútbol de Jordania, en una victoria frente a la Selección de fútbol de Chipre, en un encuentro amistoso que terminó con victoria por tres goles a cero, anotando uno de los goles del partido.

## Clubes
| Club                        | País           | Año       |
| --------------------------- | -------------- | --------- |
| Charlotte Eagles            | Estados Unidos | 2016      |
| Charlotte Independence      | Estados Unidos | 2017      |
| Oklahoma City Energy FC     | Estados Unidos | 2018      |
| Tampa Bay Rowdies           | Estados Unidos | 2019      |
| Dux Internacional de Madrid | España         | 2020-2021 |
| Khaitan SC                  | Kuwait         | 2020-2021 |
| FC Messina                  | Italia         | 2021      |
| Al Ansar Sporting Club      | Líbano         | 2022      |
| Finn Harps Football Club    | Irlanda        | 2022      |
| Valour Football Club        | Canadá         | 2023      |
| Khaitan SC                  | Kuwait         | 2024-Act. |